# کاخ سنت جیمز
کاخ سنت جیمز (به انگلیسی: St. James's Palace) یکی از معروفترین و قدیمی‌ترین کاخ‌های انگلستان است که در شمال پارک سنت جیمز در خیابان پال مال در شهر لندن واقع شده‌است. در این مکان تا پیش از بنای کاخ، درمانگاهی برای جذامیان قرار داشت که وقف سنت جیمز قدیس شده بود. پس از آن هنری هشتم در ۱۵۳۲ کاخ سنت جیمز را به جای آن بنا نمود که از ۱۶۹۷ تا ۱۸۳۷، اقامتگاه پادشاهان بریتانیا بوده‌است.
امروزه نیز سفرای خارجی با عنوان نمایندهٔ کشورشان در «دربار سنت جیمز» استوارنامهٔ خود را تقدیم می‌نمایند.